# Centaur (stadio superiore)

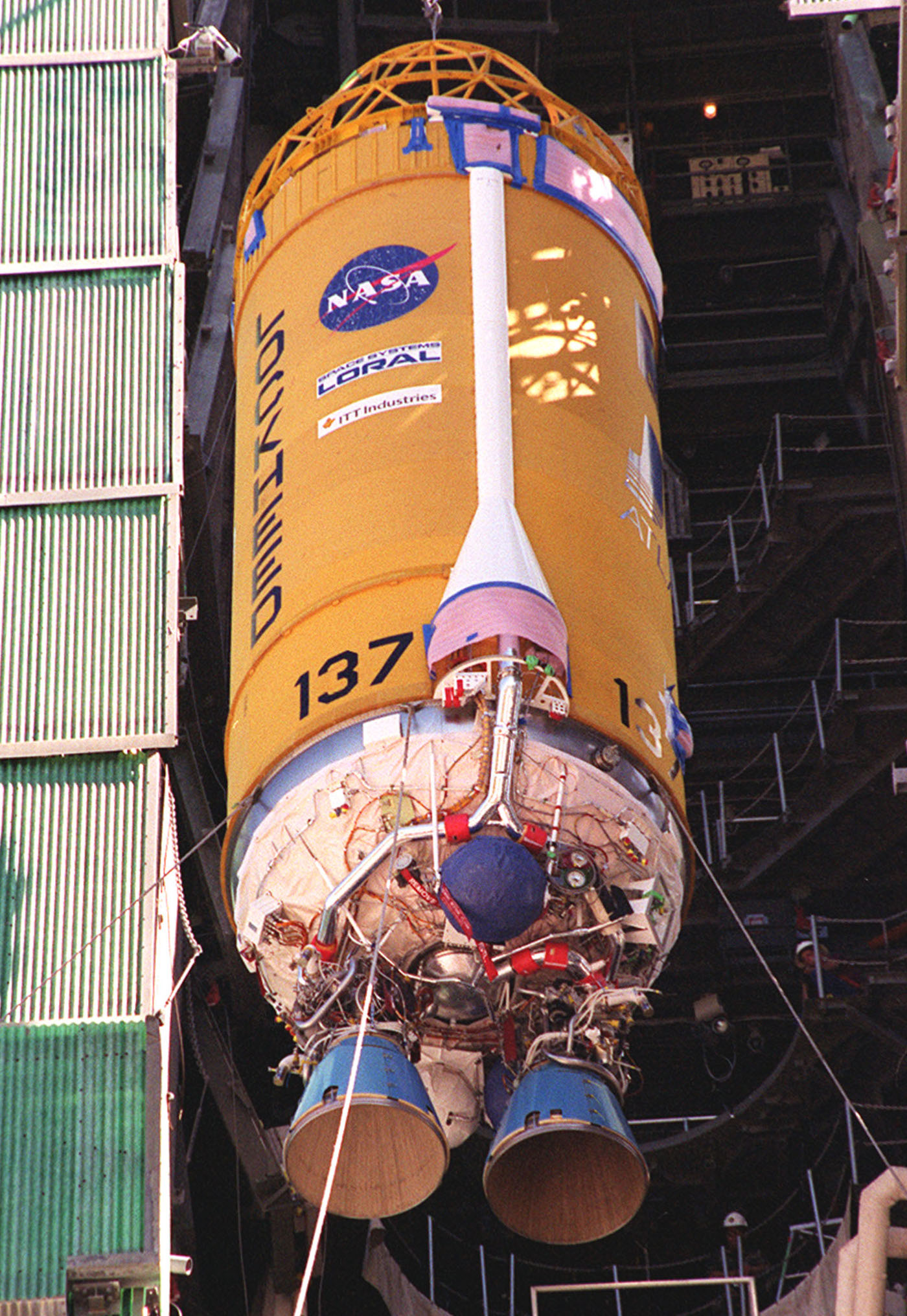
Un Centaur-2A usato sull'Atlas IIA

Il Centaur è uno stadio superiore per veicoli di lancio, attualmente impiegato nell'Atlas V. Il Centaur è stato il primo stadio superiore ad alta energia, bruciando ossigeno ed idrogeno liquidi, ed ha permesso il lancio di alcune delle più importanti missioni scientifiche della NASA nella sua storia di oltre 60 anni.
Esso è nato da Karel J. "Charlie" Bossart (l'uomo dietro l'ICBM Atlas) ed il Dr. Krafft A. Ehricke, entrambi della Convair. Il loro disegno era essenzialmente una versione ridotta dell'Atlas, utilizzando palloni di acciaio leggeri come serbatoi la cui rigidità strutturale era provveduta dalla sola pressione dei propellenti al loro interno. Per mantenerli prima del carico del propellente, i serbatoi venivano riempiti di azoto pressurizzato. 
Il Centaur è alimentato da uno o due motori RL10 (nelle rispettive varianti SEC e DEC).

## Storia
Nel 1956 Krafft Ehricke iniziò a studiare uno stadio superiore a idrogeno liquido. Nel 1958 venne avviato il progetto tra Convair, l'Advanced Research Project Agency (ARPA) e la USAF. Nel 1959 la NASA assunse il ruolo dell'ARPA. Lo sviluppo venne avviato al Marshall Space Flight Center, ma poco dopo venne spostato al Lewis Research Center; attualmente avviene al Glenn Research Center. All'inizio avvenne lentamente, con il primo volo, senza successo, nel maggio 1962. Tra la fine degli anni cinquanta ed inizio degli anni sessanta il Centaur venne proposto come stadio superiore per la famiglia Saturn, sotto la denominazione S-V (pronunciato "ess five") in accordo con le denominazioni degli altri stadi. Tuttavia, il Centaur non volò mai sui Saturn, infatti il Saturn I impiegò 6 RL10 al suo secondo stadio invece di 2. 

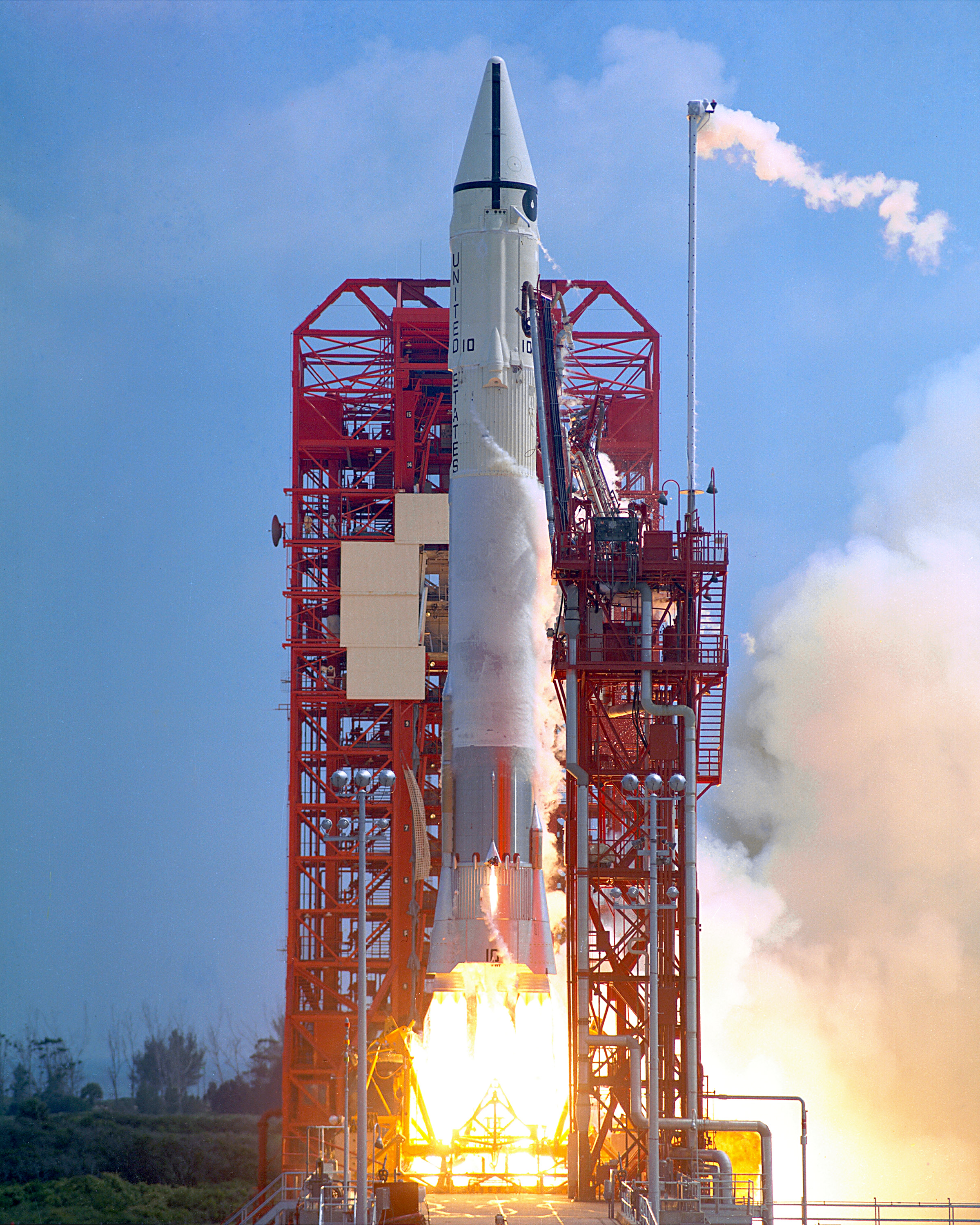
Un Atlas-Centaur, durante il lancio del Surveyor 1

### Atlas-Centaur
Il Centaur era stato originariamente progettato per volare nella famiglia di veicoli di lancio Atlas, i quali ne condividevano la struttura. Conosciuto nei primi disegni come "stadio superiore ad alta energia", il suo nome finale venne proposto da Krafft Ehricke di General Dynamics, il quale diresse il suo sviluppo, riferendosi all'animale mitologico metà uomo e metà cavallo: Il cavallo era l'Atlas, mentre l'uomo era il Centaur, che ne era la mente.
Centaur è stato fondamentale per il lancio delle sonde Surveyor, grazie all'alta energia dell'idrogeno liquido usato come propellente. Entrambi si rivelarono poi importanti nel programma Apollo dato che le sonde Surveyor avevano il compito di studiare la regolite lunare e confermare la possibilità di atterraggi umani, mentre l'idrogeno liquido doveva dimostrarsi affidabile nell'alimentazione degli stadi superiori del Saturn.
I primi lanci Atlas-Centaur utilizzarono versioni di sviluppo, denominate dalla A alla C. Il primo lancio avvenne l'8 maggio 1962 e finì con un'esplosione 64 secondi dopo, quando i pannelli di insolazione causarono una rottura nel serbatoio dell'idrogeno liquido. Dopo diversi ridisegni, il test successivo, avvenuto il 26 novembre 1963, ebbe successo. 
Il 30 maggio 1966 l'Atlas-Centaur portò il primo Surveyor sulla Luna. Il soffice atterraggio nell'Oceano delle Tempeste è stato il primo della NASA su un altro corpo celeste. In seguito ci furono altre 6 missioni Surveyor, tra cui 4 terminate con successo: in tutte l'Atlas-Centaur operò perfettamente. Inoltre, queste missioni dimostrarono la riaccensione di un propulsore criogenico, una capacità vitale nel Programma Apollo, e fornirono informazioni sul comportamento dell'idrogeno liquido nello spazio. 
Negli anni settanta il Centaur divenne completamente maturo a tal punto da diventare lo stadio superiore per eccellenza durante lanci di grandi carichi civili nell'alta orbita terrestre. Inoltre rimpiazzò il veicolo di lancio Atlas-Agena utilizzato per missioni interplanetarie della NASA, anche se il Dipartimento della Difesa preferì continuare ad utilizzare il Titan per i propri carichi pesanti. 
Fino al 1989, il Centaur-D venne utilizzato in ben 63 lanci Atlas, tra cui 55 terminati con successo.

### Titan III-Centaur

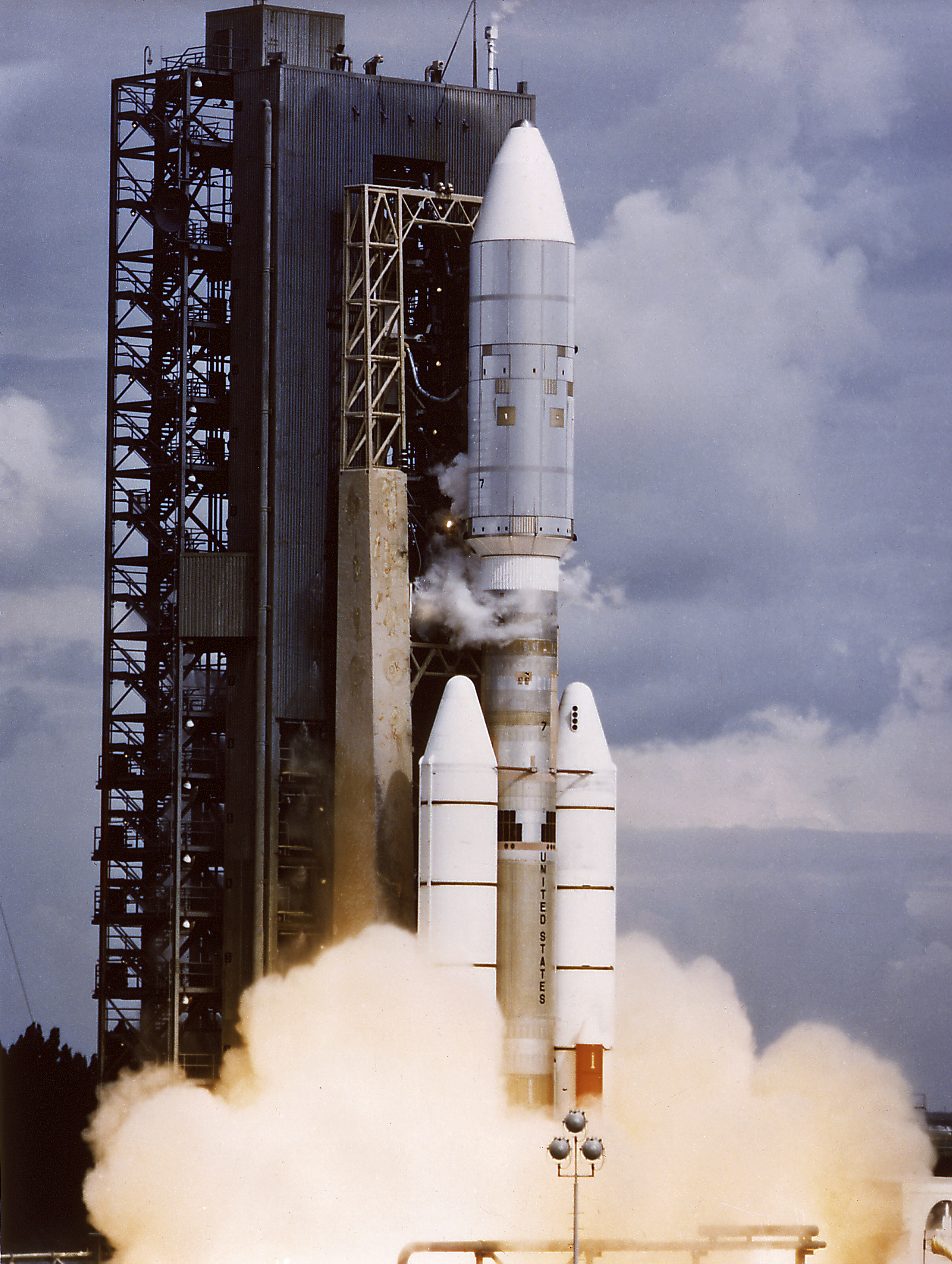
Un Titan-IIIE lancia il Voyager 2.

Il Centaur è stato utilizzato anche sul lanciatore Titan III, ben più potente dell'Atlas, nel 1974, creando il Titan IIIE o Titan III-Centaur, con capacità triple rispetto a all'Atlas-Centaur. Venne disegnato anche un migliore isolamento termico, permettendogli di rimanere in orbita fino a 5 ore, anziché solo 30 minuti.
Il primo lancio del Titan-Centaur nel febbraio 1974 fu un fallimento a causa della mancata accensione dei motori del Centaur dopo la separazione dal booster. Senza energia il Centaur venne autodistrutto per sicurezza. Il lancio doveva lanciare un mockup del Viking per testare le capacità del veicolo di lancio prima di inviare la sonda da un miliardo di dollari; assieme ad esso venne lanciato il Space Plasma High Voltage Experiment (SPHINX), inteso per studiare l'interazione tra la sonda e il plasma ad alta energia, che fu di conseguenza distrutto. Infine venne scoperto che i motori dello stadio avevano bruciato dei blocchi installati male sul serbatoio dell'ossigeno.
Il successivo Titan-Centaur volò nel dicembre del 1974 e trasportò la sonda Helios 1 per studiare il Sole a distanze ridotte. Anche se ci furono sospetti da parte dei tedeschi, che pensavano che il lancio fosse di test per le successive Viking, con 2 accensioni (richieste dal Viking) mentre Helios ne richiedeva una sola, il volo fu un successo. Il Centaur completò le accensioni dopo la separazione dell'interstadio, provando la capacità di riavvio dello stadio nel vuoto.
Nel 1975, il Titan-Centaur lanciò le Viking 1 e 2 verso Marte. Originariamente programmate per il lancio con il Saturn V, le Viking erano le più pesanti missioni interplanetarie mai lanciate, con ciascuna sonda composta da un orbiter e un lander. Queste missioni furono dei completi successi, con il lander Viking 1 che operò fino al 1982, e furono le uniche missioni della NASA rivolte verso Marte nei successivi 20 anni, finché non venne lanciato il Mars Global Surveyor, nel 1996.
Questi lanci vennero seguiti dal lancio di Helios 2 nel 1976, un'altra sonda solare tedesca, che si avvicinò al Sole più della Helios 1.
I successivi 2 lanci furono il Voyager 1 e 2, fatti per un gran tour del sistema solare esterno permesso da un allineamento dei pianeti che permise fionde gravitazionali atte a velocizzare le sonde tra un pianeta e l'altro. Il Voyager 2 venne lanciato il 20 agosto 1977, seguito 16 giorni dopo dal Voyager 1. Il Voyager 2 è l'unica sonda ad aver visitato Urano e Nettuno, mentre il Voyager 1 fu la prima sonda ad aver raggiunto lo spazio interstellare. Mentre il Titan-Centaur che lanciò il Voyager 2 operò perfettamente, quello usato per Voyager 1 si accese in anticipo a causa di un problema hardware, che il Centaur rilevò e compensò con successo. Quest'ultimo terminò la sua missione con meno di 4 secondi rimanenti. Questo fu l'ultimo lancio di un Titan IIIE-Centaur. 

### Shuttle-Centaur

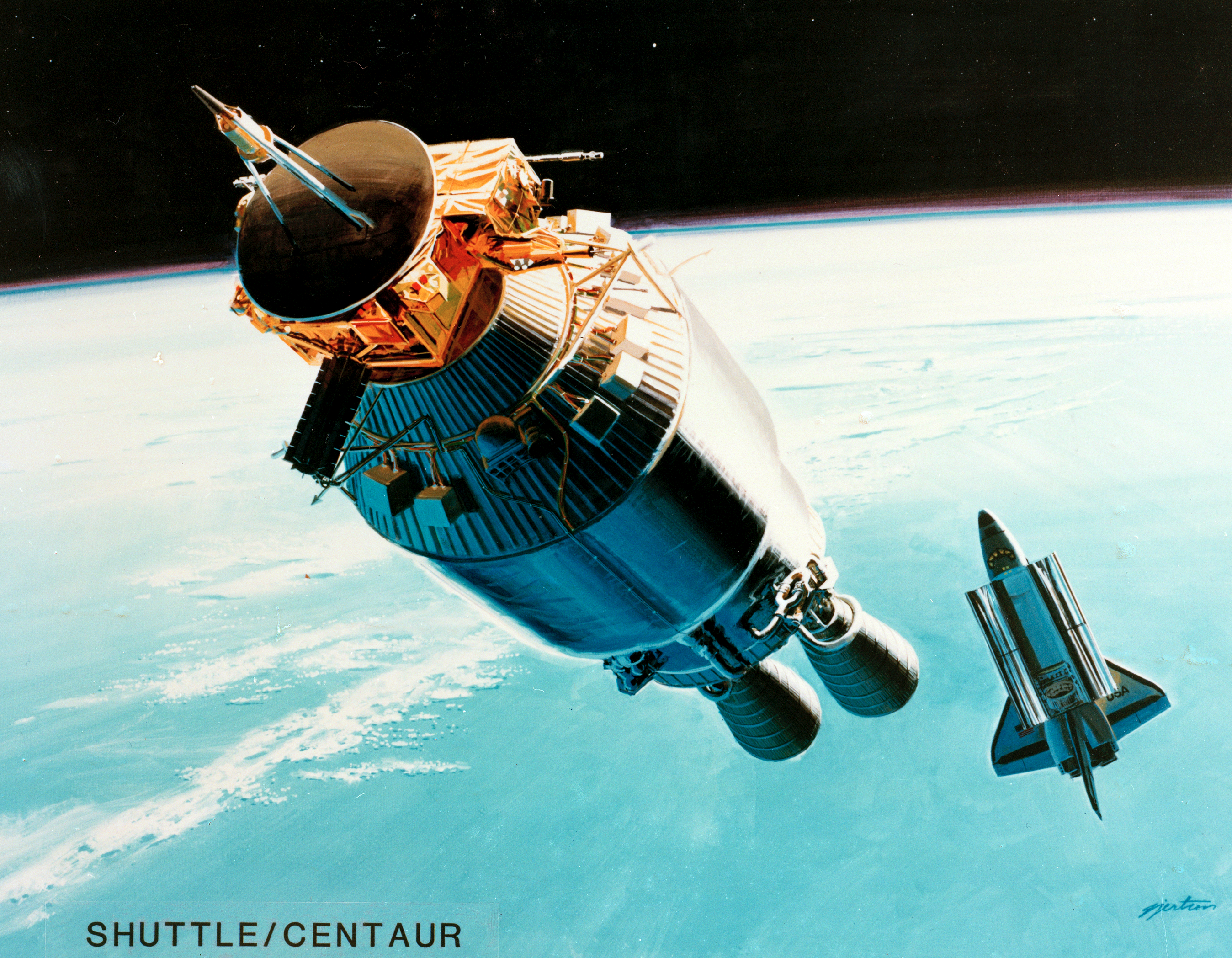
Rappresentazione artistica del Centaur-G con la sonda Ulysses.

Con l'introduzione dello Space Shuttle, la NASA e l'Air Force necessitarono di uno stadio superiore per alimentare carichi fuori dall'orbita bassa terrestre. Una nuova versione del Centaur, il Centaur-G, venne sviluppata, modificando le stive del Challenger e del Discovery. Il Centaur-G era ottimizzato per l'installazione nella stiva dell'orbiter aumentando il diametro del serbatoio dell'idrogeno a 14 piedi. La sua prima missione, prevista per il 16 maggio 1986, prevedeva il lancio della Galileo verso Giove, seguita 6 giorni dopo dalla Ulysses. Anche Ulysses sarebbe stato diretto verso Giove per sfruttare la gravità del pianeta e raggiungere un'orbita solare altamente inclinata al fine di osservare le regioni polari del Sole. Una versione più piccola del Centaur-G era prevista per missioni Shuttle previste dal Dipartimento della Difesa e doveva essere utilizzata per lanciare la Magellano verso Venere.
Il Centaur, trasportato nella stiva dello Shuttle, richiedeva un complesso sistema di supporto aerodinamico, il Centaur Integrated Support System (CISS), il quale controllava la pressurizzazione dello stadio durante il volo ed attivava i propellenti criogenici dello stesso per poterli scaricare velocemente in caso di aborto. I voli Shuttle-Centaur avrebbero avuto bisogno di una spinta iniziale del 109% a differenza dei soliti 104%, e lo Shuttle sarebbe dovuto arrivare alla sua minima altitudine. 
Dopo l'incidente del Challenger, pochi mesi prima che lo Shuttle-Centaur volasse, la NASA si è resa conto che era troppo rischioso far volare il Centaur sullo Shuttle, e quindi Galileo, Ulysses e Magellano sono state lanciate utilizzando il meno potente e a propellente solido Inertial Upper Stage, portando la Galileo ad eseguire multiple fionde gravitazionali tra Venere e la Terra, per raggiungere Giove.

### Titan IV-Centaur

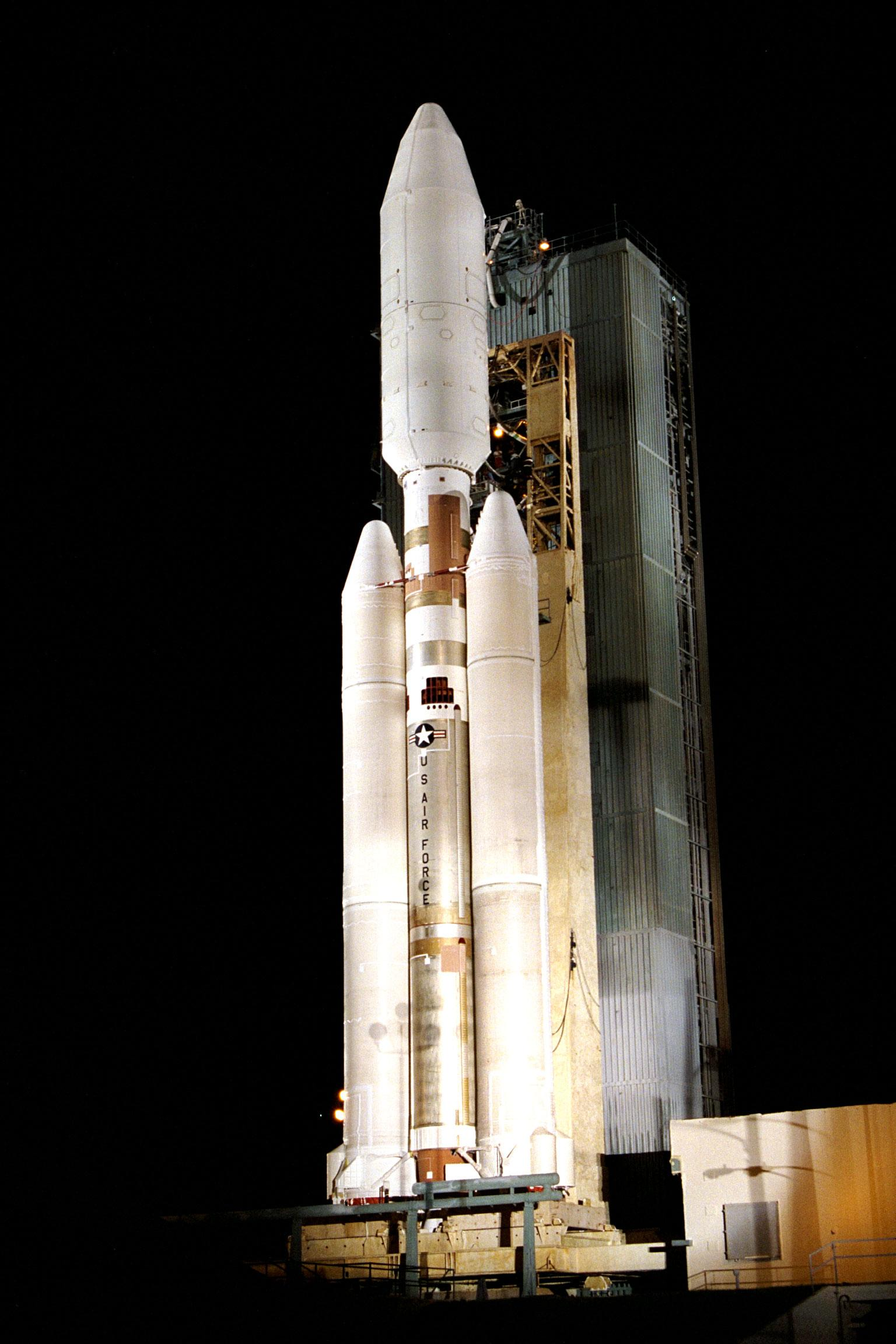
Un Titan IV sulla rampa di lancio, con a bordo la sonda Cassini-Huygens.

La decisione di terminare il programma Shuttle-Centaur spinse la USAF a creare il Titan IV il quale, nelle sue versioni 401A/B, usò il Centaur-T, con il serbatoio dell'idrogeno con un diametro di 4,3 m, come stadio finale. Questo veicolo era capace di lanciare i carichi che sarebbero dovuti essere lanciati con la combinazione Shuttle-Centaur. Il Titan 401A venne lanciato 9 volte tra il 1994 e il 1998. Il Titan-Centaur lanciò la sonda Cassini-Huygens verso Saturno nel 1997 nel volo di debutto del Titan 401B, il quale venne lanciato altre 6 volte, tra cui un fallimento, per poi essere ritirato nel 2003.

### Atlas III
Entrambe le versioni dell'Atlas III utilizzarono varianti dello stadio Centaur II, sviluppato per la serie Atlas II. L'Atlas IIIB utilizzò una nuova versione, il Common Centaur.

### Atlas V

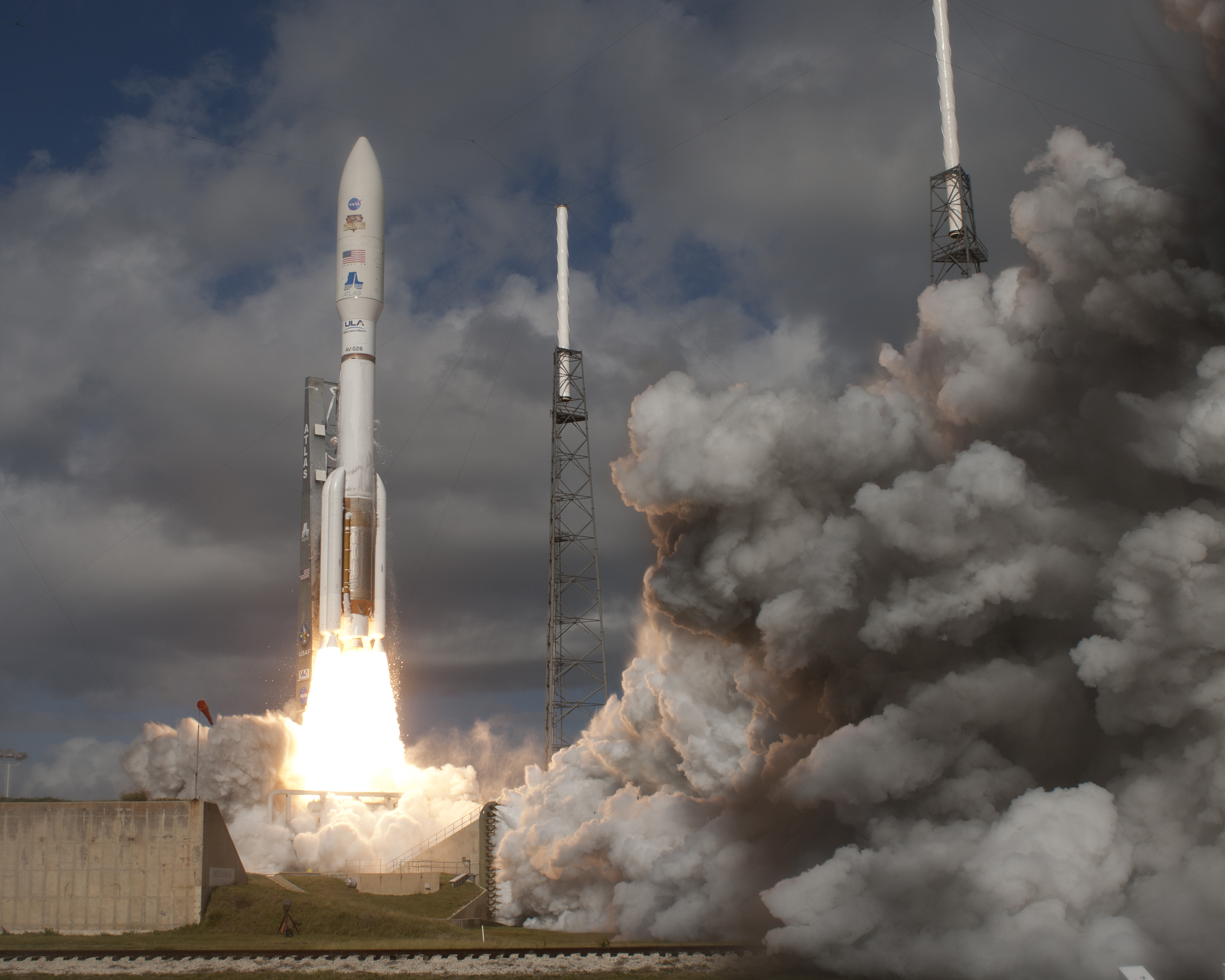
Stadio Centaur su un Atlas V nel lancio del Mars Science Laboratory

L'Atlas V ha implementato la variante Common del Centaur. Nel 2014, sul volo NROL-35, il Common Centaur volò per la prima volta con un RL10-C-1 a rimpiazzo del precedente RL10-A-4-2. Questo motore è pensato per essere comune al Centaur e al Delta Cryogenic Second Stage, riducendo i costi. Il RL10-A-4-2 continuerà ad essere utilizzato in alcuni voli futuri perché nel Dual Engine Centaur la nuova variante di motore è troppo grande. Come sul Titan-Centaur, l'Atlas V 500 incapsula lo stadio superiore nella carenatura della stiva, per ridurre il carico aerodinamico. L'Atlas V 400 vola trasportando la carenatura sopra al Centaur, esponendo quest'ultimo all'esterno.

### Vulcan-Centaur
Il nuovo veicolo di lancio Vulcan sviluppato United Launch Alliance utilizzerà uno stadio superiore Centaur nella versione V. Si era pensato di introdurre l'Advanced Cryogenic Evolved Stage, capace di restare in orbita per settimane, tuttavia lo sviluppo di quel tipo di secondo stadio non ebbe seguito.

## Progetto
Il Centaur usa dei serbatoi a palloni, fatti in acciaio inossidabile così sottile da non poter supportare il loro peso senza pressurizzazioni. Questo progetto del serbatoio, con pareti spesse 0,76 millimetri, permise di immagazzinare grandi quantità di propellente, massimizzando le prestazioni dello stadio. Utilizza una testa comune per separare i serbatoi di LOX e LH2. Le due coperture in acciaio inossidabile sono separate da uno strato di 6,4 mm di alveoli in fibra di vetro. Le temperature estremamente basse del LH2 creano un vuoto da un lato della fibra, abbassando la termoconduttività della testa e riducendo lo scambio termico tra il LOX, relativamente mite, e l'estremamente gelato LH2.
Il controllo di assetto è fornito da motori monopropellente a idrazina localizzati attorno allo stadio. Ci sono due paia di due propulsori e quattro paia di quattro propulsori, con un totale di sedici propulsori, alimentati da un paio di serbatoi contenenti 150 kg di idrazina. La pressurizzazione del serbatoio, come per alcune funzioni del motore, impiega elio. Il sistema propulsivo principale consiste in uno o due motori RL-10. Questi motori possono essere riavviati più volte, offrendo potenza sufficiente, e permettendo al Centaur di eseguire complesse manovre di inserzione orbitale e di deorbita.
Il Common Centaur, sull'Atlas V, può trasportare carichi secondari utilizzando l'Aft Bulkhead Carrier, uno scompartimento montabile vicino alla fine dello stadio, vicino ai motori.

## Problemi
Anche se il Centaur ha avuto una lunga storia di successi nell'esplorazione planetario, anche esso ha avuto i suoi problemi, specie all'inizio:
- 8 Maggio 1962: Lo scudo del Centaur si separa prematuramente e lo stadio esplode. Il video dell'esplosione venne usato nel film Koyaanisqatsi.
- 30 Giugno 1964: L'attuatore idraulico della pompa del RL-10 si ruppe, rendendo impossibile l'accensione di uno dei 2 RL-10.
- 11 Dicembre 1964: Il tentativo di accensione fallì, a causa di problemi con cali di propellente.
- 7 Aprile 1966: Il Centaur non si riavviò dopo il parcheggio.
- 10 Agosto 1968: Il Centaur non si riavviò.
- 9 Maggio 1971: La guida del Centaur fallì, distruggendo lo stadio con il Mariner 8 a bordo.
- 11 Febbraio 1974: In un Titan-Centaur la pompa non funzionò.
- 9 Giugno 1984: Il serbatoio del LOX fallì, non riavviando lo stadio.
- 18 Aprile 1991: Il Centaur fallì a causa del congelamento della pompa dell'idrogeno.
- 22 Agosto 1992: Il Centaur non si riavviò a causa di problemi di ghiaccio.
- 30 Aprile 1999: Il lancio del Milstar DFS3m, un satellite di telecomunicazioni, fallì quando un errore nello stadio causò un rollio incontrollato e perdendo il controllo di assetto, piazzando il satellite in un'orbita inutile.
- 15 Giugno 2007: Il motore nello stadio superiore di un Atlas V si spense prematuramente lasciando il suo carico - un paio di satelliti di sorveglianza oceanica del National Reconnaissance Office - in un'orbita più bassa. Il fallimento venne definito "un grande fraintendimento", dato che affermazioni successive stabilirono che il carico era ancora capace di completare la sua missione. La causa era dovuta ad una valvola aperta che disperse un po' di LH2, terminando la spinta 4 secondi prima.[23] Il problema venne risolto[24] e il volo successivo fu un successo.[25]

## Stato attuale
ULA sta lavorando su un concetto di stadio superiore che porterebbe a fondere insieme il Centaur e il DCSS, creando un nuovo secondo stadio criogenico, l'Advanced Common Evolved Stage, originariamente inteso come uno stadio superiore più potente, più economico e più versatile che avrebbe aiutato se non sostituito gli esistenti Centaur e Delta Cryogenic Second Stage. Venne dunque deciso di terminare i lanci Delta IV e Atlas V negli anni venti, dando priorità al Vulcan, che integrerà il nuovo stadio.

## Specifiche relative all'Atlas V551
- Diametro: 3,05 m
- Lunghezza: 12,68 m
- Massa inerte: 2247 kg
- Propellente: Idrogeno liquido
- Ossidante: Ossigeno liquido
- Massa del propellente e ossidante: 20830 kg
- Guida: Inerziale
- Propulsione: 1 RL 10A-4-2
- Spinta: 99,2 kN
- Lunghezza del motore: 2,32 m
- Diametro del motore: 1,53 m
- Massa a secco del motore: 168 kg
- Tempo di accensione: Variabile
- Avvio del motore: Riavviabile
- Controllo di assetto: 4 propulsori da 27 N e 8 da 40 N
- Propellente: Idrazina